# Forbandelsen (film fra 1914)
 For alternative betydninger, se Forbandelsen. (Se også artikler, som begynder med Forbandelsen)
Forbandelsen er en dansk stumfilm fra 1914 med manuskript af Agnete Blom.

## Handling
Denne artikel mangler et handlingsreferat. Hjælp os med at skrive det.

## Medvirkende
- Tronier Funder som Baron Ebersdorff
- Edith Buemann Psilander som Maja, baronens hustru
- Ella la Cour som Enkebaronessen, baronens mor
- Einar Zangenberg som Thor, billedhugger